# Barbara Czekalla
Barbara Czekalla (Caputh, 7 de novembro de 1951) é uma ex-jogadora de voleibol da Alemanha que competiu pela Alemanha Oriental nos Jogos Olímpicos de 1976 e 1980.
Em 1976, ela participou de cinco jogos e o time alemão finalizou na sexta colocação no campeonato olímpico. Quatro anos depois, ela fez parte da equipe alemã que conquistou a medalha de prata no torneio olímpico de 1980, no qual atuou em cinco partidas.